# Ilija Sivonjić
Ilija Sivonjić (Jajce, Bosnia y Herzegovina, 13 de enero de 1987), futbolista croata, de origen bosnio. Juega de delantero y su actual equipo es el Dinamo Zagreb de la Prva Liga de Croacia. 

## Selección nacional
Ha sido internacional con la Selección de fútbol de Croacia Sub-20.

## Clubes
| Club                 | País    | Año       |
| -------------------- | ------- | --------- |
| NK Kamen Ingrad      | Croacia | 2004-2007 |
| Inter Zaprešić       | Croacia | 2007-2008 |
| Dinamo Zagreb        | Croacia | 2009-2010 |
| Inter Zaprešić       | Croacia | 2010      |
| NK Lokomotiva Zagreb | Croacia | 2010-2011 |
| HNK Rijeka           | Croacia | 2011-     |